# Sidra (rzeka)
Sidra – rzeka w województwie podlaskim, lewobrzeżny dopływ Biebrzy.
Rzeka swój początek bierze w okolicach wsi Starowlany na wysokości około 170 metrów n.p.m. Kilka razy w roku zalewa przybrzeżne łąki. Rzeka ma długość 35,15 km i spadek 50 m.